# Regionalbörse
Als Regionalbörse werden in Deutschland börsliche Handelsplätze bezeichnet, an denen auch Wertpapiere mittelständischer Unternehmen gehandelt werden können, neben den an der Frankfurter Wertpapierbörse (FWB) (einschließlich der elektronischen Handelsplattform XETRA) gehandelten.

## Hintergründe

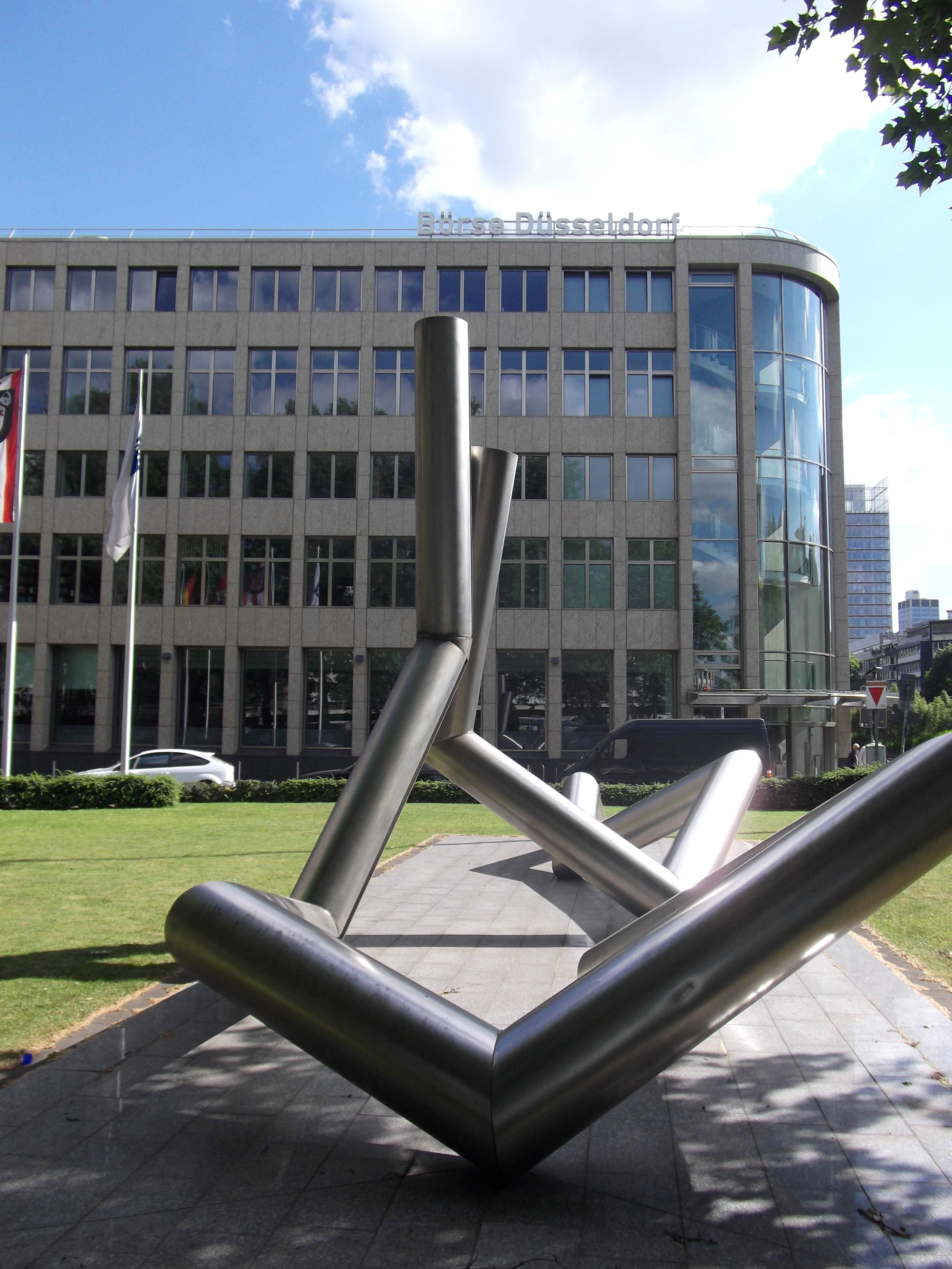
Börse Düsseldorf mit Stahl-Skulptur von Erich Hauser

Als Regionalbörse gelten in Deutschland die Börsenplätze:
- Börse Berlin
- Börse Düsseldorf
- Börsen Hamburg – Hannover (BÖAG).
- Börse München
- Börse Stuttgart

Bis 2007 existierte zudem die Bremer Börse.
Da mittlerweile der größte Teil der Wertpapiertransaktionen in Deutschland über die elektronische Handelsplattform XETRA abgewickelt werden, hat die Bedeutung der Regionalbörsen im Vergleich zu früheren Jahren stark nachgelassen. Manche Unternehmen mit geringem Börsenumsatz sind jedoch nach wie vor nur an Regionalbörsen notiert.
An der Börse München sind zum Beispiel diverse lokale Brauereien und Freiverkehrswerte notiert. 
Die Börse Stuttgart hat einen hohen Marktanteil im Derivatehandel und Teilen des Anleihenmarktes.
Bedeutung haben die Regionalbörsen auch dadurch, dass sie den Privatanleger über den Börsenhandel aufklärt und für sie bestimmte Dienstleistungen erbringt.
Die Börse Düsseldorf bietet zum Beispiel mit „Primärmarkt“ ein Segment, das aus Sicht von Anlegerschützern ein besonders hohe Transparenz sicherstellt, ein Seminar- und Vortragsprogramm, ein Börseninformationszentrum und einen jährlichen Börsentag.